# Amírides
Els amírides foren els descendents de l'hàjib de Còrdova Almansor (Abu-Àmir Muhàmmad ibn Abi-Àmir al-Maafirí).
Els primers descendents foren els seus fills Abd-al-Màlik al-Mudhàffar i Abd-ar-Rahman Sanxuelo, i després Abd-al-Aziz al-Mansur, que va establir una dinastia a València, a on entre 1012 i 1020 ja hi havien governat dos clients o mawles amírides: Mubàrak i Mudhàffar.
Durant el regnat d'Abd-al-Aziz al-Mansur (1021-1061) es va construir una nova muralla amb el propòsit de protegir la població i a aquells que arribaven d'altres llocs d'Al-Àndalus. Segons la descripció que ens ha transmès el geògraf Al-Udrí, la muralla era de gran perfecció i tenia set portes. Estava construïda de ciment i tenia torres semicirculars d'obra fins a l'última altura, on s'obrien en una sala voltada. Abd-al-Aziz va construir a més el seu palau reial –Almúnia, en àrab–, segons el costum dels sobirans àrabs com un lloc d'esbarjo fora de la ciutat, –on abans hi havia el Palau del Real de València i ara el jardí de Vivers. L'arabista Henri Pérès en el seu llibre Esplendor d'al-Àndalus, parla de la bellesa i grandiositat del palau, que «comprenia un gran jardí plantat d'arbres fruiters i flors i un riu que el travessava, i en el centre es trobava el palau, amb pavellons ricament decorats, que s'obrien al jardí».
Aquest període durà fins al 1061. A continuació, vindria el seu fill Abd-al-Màlik al-Mudhàffar (1061-1064); el germà d'aquest Abu-Bakr ibn Abd-al-Aziz (1075-1085); i el seu fill Uthman ibn Abi-Bakr (1085) espoliat per Yahya al-Qàdir, emir destronat de Tulàytula (1085-1092).
L'emirat de Dàniyya fou fundat per Mujàhid.